# Sztuka kochania (film)
Sztuka kochania – polska komedia erotyczna z 1989 roku w reżyserii Jacka Bromskiego.
W 2013 roku film poddano cyfrowej rekonstrukcji.

## Fabuła
Doktor Olgierd Pasikonik (Piotr Machalica), seksuolog i autor poczytnej rubryki porad sercowych, odpowiada na list Anny (Joanna Trzepiecińska). Zgodnie z sugestią lekarza dziewczyna ucieka narzeczonemu (Piotr Polk) sprzed ołtarza. Później wraz z narzeczonym Piotrem zjawia się w domu doktora. Ten prosi chłopaka o przysługę, odwiezienie pijanej kobiety do domu. Tymczasem Anna postanawia zostać u Pasikonika jako pomoc domowa. Okazuje się, że Pasikonik boryka się z własną impotencją. Zawodowo prowadzi również badania seksualności, w których pomaga mu asystent doktor Żebro.

## Obsada
- Piotr Machalica – Olgierd Pasikonik, seksuolog
- Bożena Dykiel – Kosidowska, pacjentka
- Joanna Trzepiecińska – Anna
- Anna Romantowska – Teresa
- Renata Berger – Wypychowa, pacjentka Pasikonika
- Piotr Rzymyszkiewicz – pacjent Pasikonika
- Andrzej Niemirski – pacjent Pasikonika, nie został wymieniony w czołówce
- Wiktor Zborowski – Roman Zabiello
- Ewa Ziętek – Eliza
- Ewa Sałacka – Zosia, sekretarka Pasikonika
- Zbigniew Zamachowski – doktor Żebro
- Olgierd Łukaszewicz – adwokat Pasikonika
- Andrzej Szenajch – profesor Hochzeit
- Jerzy Bończak – psychoanalityk
- Halszka Wasilewska – dziennikarka telewizyjna
- Aleksander Kalinowski – aktor w radzieckim filmie
- Andrzej Grąziewicz – gość na przyjęciu u Pasikonika
- Jacek Strzemżalski – Wypych, pacjent Pasikonika
- Piotr Polk – Piotr, narzeczony Anny
- Bogusław Linda – Lewacki
- Wojciech Malajkat – aktor w teatrze